# Sport Utility Vehicle
Sport Utility Vehicle (in italiano "veicolo multifunzionale sportivo"), acronimo SUV, identifica una particolare categoria di autoveicoli dall'assetto rialzato e, tendenzialmente, con trazione integrale.
Generalmente i SUV sono suddivisi in quattro principali categorie, in base alle dimensioni: Urban, Compact, Large e Premium.

## Storia

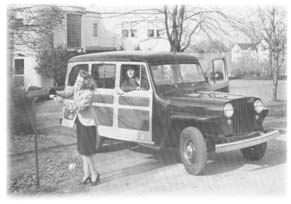
Una Jeep Wagon, modello dal quale si sarebbero sviluppati i moderni SUV

Il primo modello fu prodotto negli USA nell'immediato secondo dopoguerra: è infatti nel 1946 che esordì un particolare tipo di fuoristrada, il Jeep Wagon, noto anche come "Wyllis Wagon" o "Wyllis Jeep Wagon": era a tutti gli effetti una sorta di station wagon rialzata e dotata di trazione integrale come se fosse un vero e proprio SUV, ma ancora realizzata su telaio a longheroni, come un fuoristrada. Tale modello fu prodotto in diverse versioni fino al 1965, anno in cui fu lanciata la Jeep Wagoneer, più simile a una tradizionale station wagon, ma dotata anch'essa di trazione integrale. La Wagoneer sarebbe giunta, attraverso vari aggiornamenti, fino all'inizio degli anni novanta.

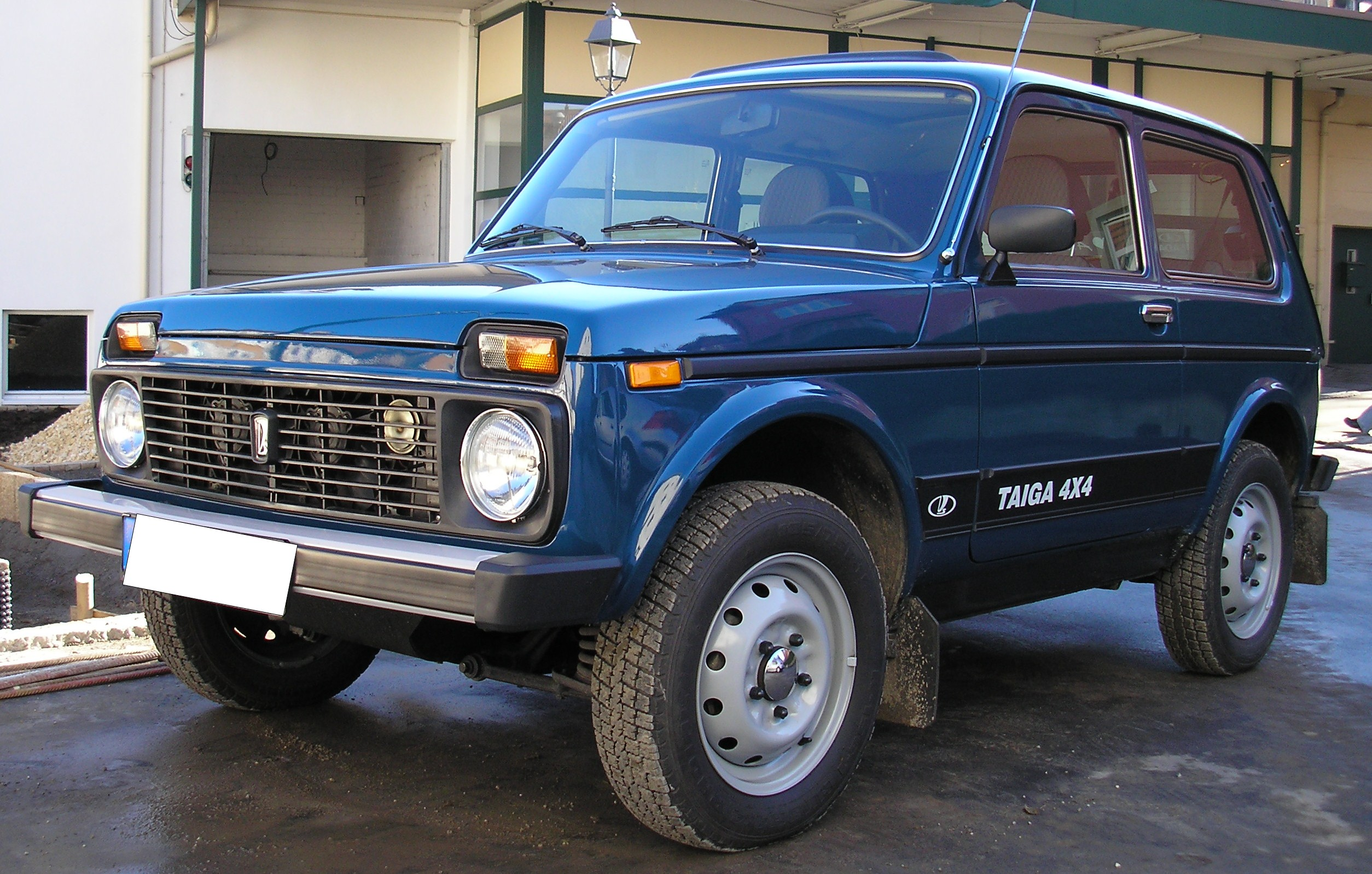
Una Lada Niva, veicolo fuoristrada sovietico con scocca uniframe.

Negli anni settanta iniziarono a diffondersi in molti Stati del mondo: in Gran Bretagna nel 1970 nacque la Range Rover, fuoristrada di tipo convenzionale con telaio a longheroni, ma molto raffinata sia internamente sia esternamente. Nel 1974 fu lanciata la prima Jeep Cherokee, sempre sulla base della Wagoneer. La Cherokee sarebbe stata a sua volta prodotta in varie serie, delle quali la seconda vide l'utilizzo della scocca portante, sebbene di tipo "uniframe", cioè rinforzata da telaietti ausiliari. Nel 1977 in Unione Sovietica, viene lanciato sul mercato un veicolo fuoristrada dalle caratteristiche tipiche di un SUV, e cioè la Lada Niva, dotata anch'essa di scocca portante di tipo uniframe. Con l'esclusione dei primi sette anni, la Lada Niva e la Jeep Cherokee proseguiranno parallelamente il loro cammino.
Sempre in quegli anni, occorre ricordare la Matra-Simca Rancho (1977-1984), che conteneva già in embrione il concetto di Crossover-SUV: era una normale trazione anteriore allestita da fuoristrada, con caratteristiche di spazio e versatilità proprie dei SUV.

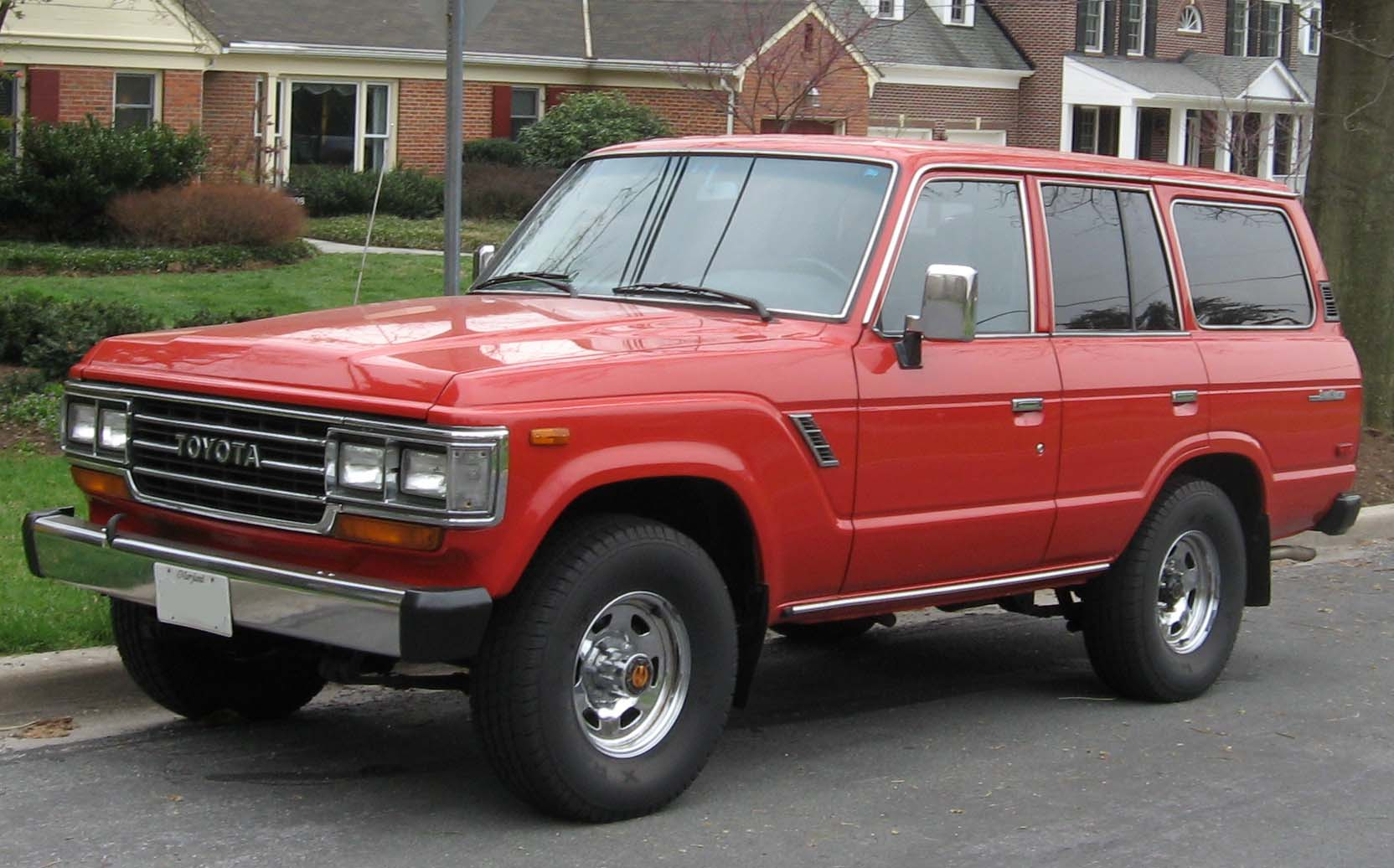
Una Toyota Land Cruiser dei primi anni ottanta

Nel 1984, anno in cui esordì la Cherokee a scocca uniframe, a quel punto si stava delineando una certa demarcazione tra i fuoristrada veri e propri e i SUV. Questi ultimi infatti erano rigorosamente con carrozzeria station wagon assai rialzata e dotazione da berlina di fascia alta. Di quel periodo erano le nuove Toyota Land Cruiser, fuoristrada pensati anche per trovare clienti anche tra i cultori della nascente categoria dei SUV.
Per far conoscere meglio tale categoria anche in Europa, il cui unico esponente era il Range Rover, la francese Renault strinse un accordo con il gruppo Chrysler, proprietario del marchio Jeep, per importare la Cherokee in Europa. Fu così che alla fine degli anni ottanta, la Cherokee giunse a calcare i terreni del Vecchio Continente montando un 2.1 turbodiesel Renault. Nel 1993, quando l'accordo fu sciolto, la Chrysler importò in Europa la Cherokee e la Jeep Grand Cherokee.

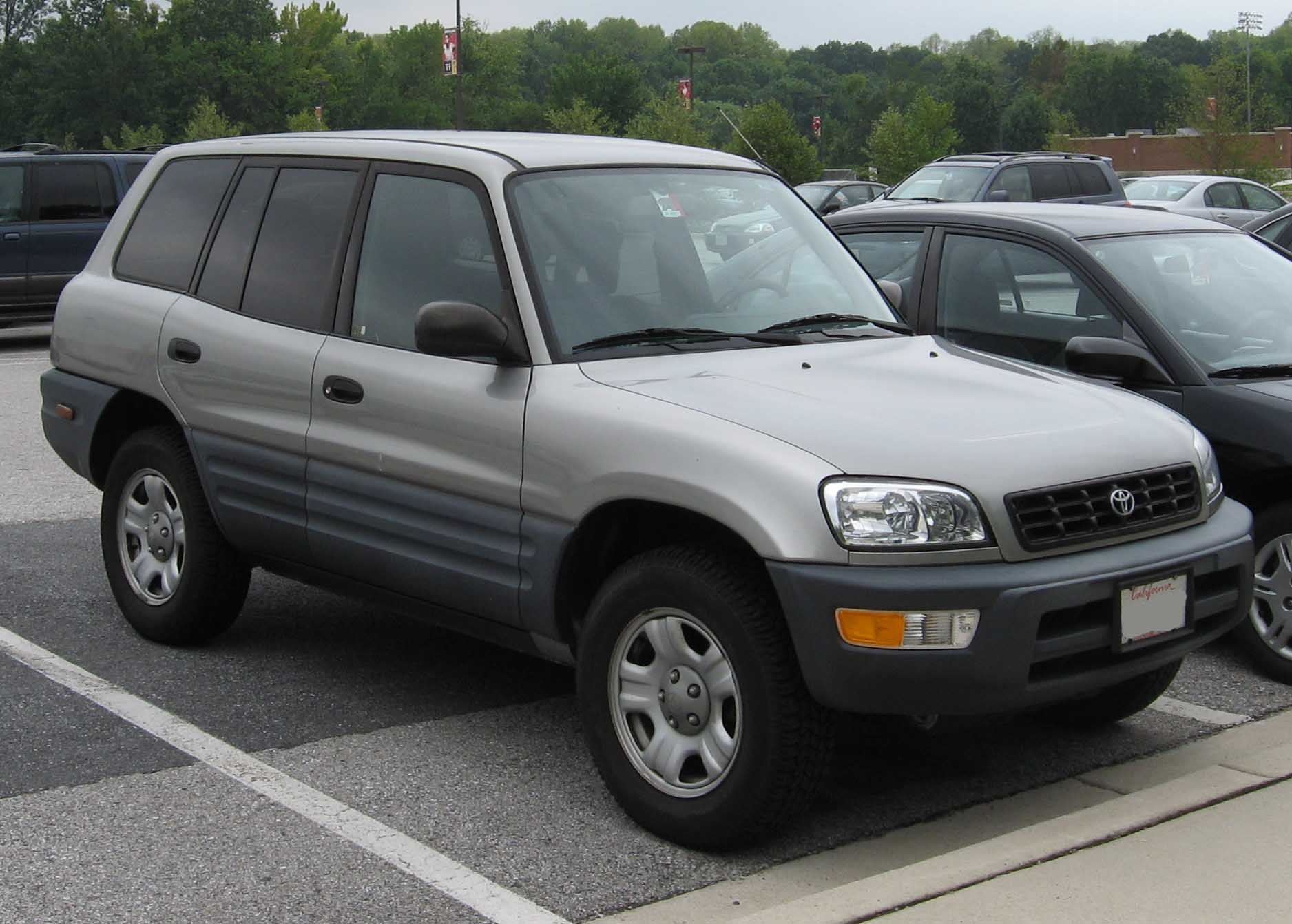
Una delle prime RAV4 a cinque porte

In questo decennio, i SUV svilupparono ancor di più una propria identità: i tratti delle loro carrozzerie in genere erano meno grezzi, più fini ed eleganti rispetto ai fuoristrada. Inoltre la categoria dei SUV cominciò a dividersi in "fasce di mercato". Tra i modelli del periodo, la Kia Sportage, SUV di classe media equipaggiato da un due litri a benzina o da un due litri a gasolio. La Toyota propose la sua Land Cruiser, con un nuovo telaio di tipo misto, con longheroni, scatolati e traliccio tubolare, la 4Runner e, nel 1994, la prima generazione della più piccola RAV4, ancora più affine al concetto di SUV, poiché dotata di scocca portante, anche se con longheroni di rinforzo.

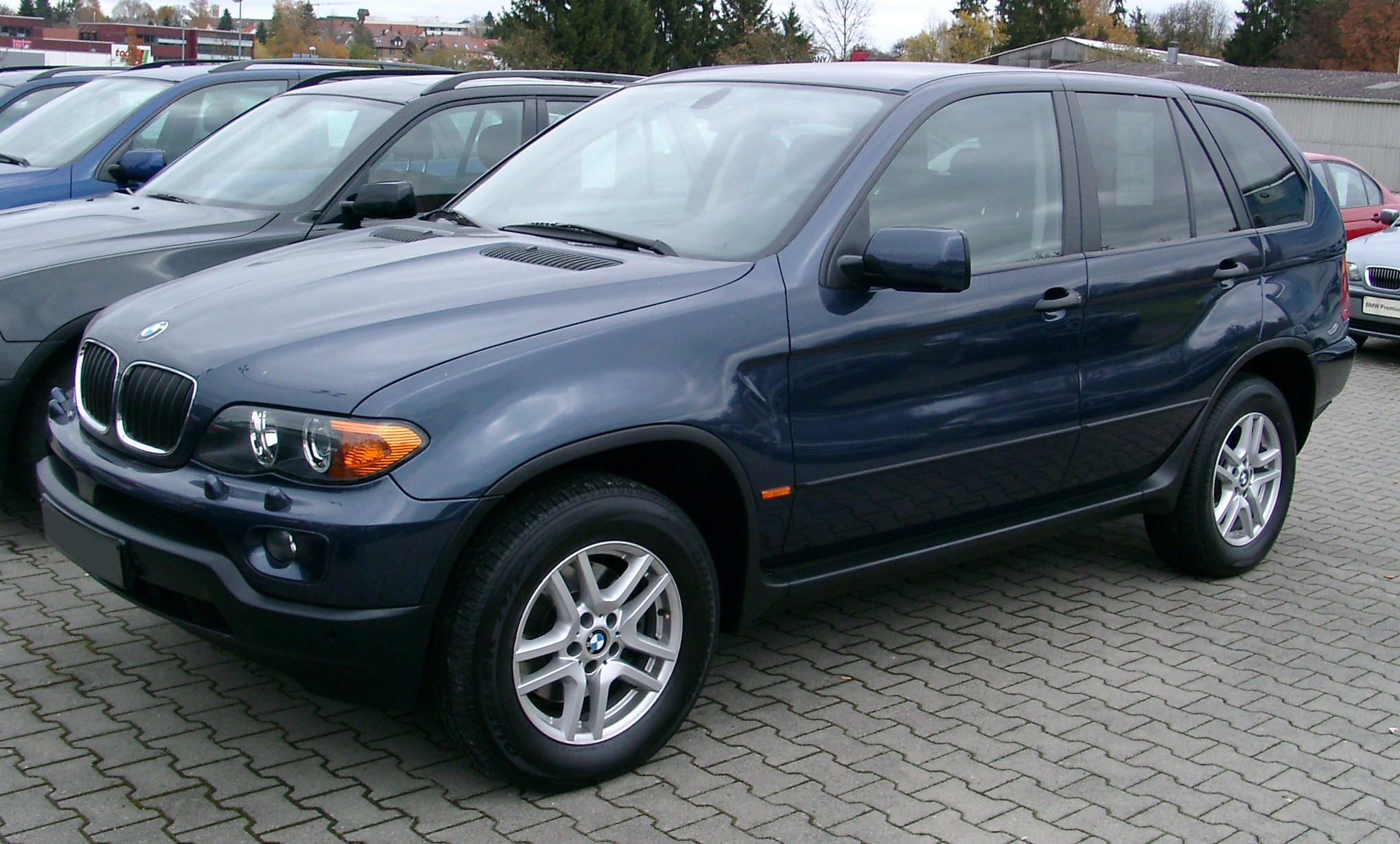
Una BMW X5 prima serie

La nuova categoria non avrebbe preso a diffondersi che alla fine degli anni novanta, con l'arrivo dei SUV di concezione moderna. Nel 1997 fu lanciata infatti la Mercedes-Benz ML, capostipite dei moderni SUV, seguita dalla Lexus RX e più tardi dalla BMW X5. In seguito, nacquero altri SUV appartenenti a categorie sempre più diversificate.
Nei tardi anni 2000, costituiscono una grossa fetta di mercato e la maggior parte delle Case automobilistiche hanno in listino un loro SUV, di dimensioni più o meno grandi: con il tempo, il gruppo dei SUV si è infatti diversificato in più fasce di mercato, che si distinguono tra loro per dimensioni e prezzi di listino. Inoltre, alla ricerca di una maggiore economia di esercizio, hanno fatto la loro comparsa modelli equipaggiati di motori di cilindrate inferiori, spesso alimentati a gasolio e in qualche caso a GPL.

## Caratteristiche
Si tratta generalmente di veicoli dall'aspetto simile a monovolume e station wagon aventi alcune caratteristiche dei fuoristrada (altezza elevata da terra, quattro ruote motrici). Altre peculiarità, come la presenza di spoiler (che penalizzano gli angoli di attacco e uscita) o spesso l'assenza del riduttore, ne sconsigliano però l'uso in situazioni gravose.
In lingua inglese il termine "SUV" identifica i fuoristrada in generale, in Italia si tende a fare una distinzione più marcata tra le due categorie.
In alcuni casi è difficile capire se un veicolo sia un SUV o un vero e proprio fuoristrada: come regola generale si usa la presenza del riduttore, di angoli favorevoli e sistemi di blocco dei differenziali nel caso dei veicoli fuoristrada, componenti solitamente assenti invece nei SUV. Ma uno degli elementi più distintivi tra SUV e fuoristrada è dato dal telaio: i SUV utilizzano infatti una scocca portante, mentre i fuoristrada nascono su un telaio a longheroni, enormemente più adatto appunto all'uso da fuoristrada, anche il più gravoso. Tuttavia alcuni SUV sono dotati di marce ridotte senza essere considerati fuoristrada, mentre alcuni veicoli con scocca portante (Lada Niva, Fiat Campagnola) sono considerati fuoristrada a tutti gli effetti.
I SUV, come del resto molte automobili, hanno buone finiture e buone prestazioni su strada. Alcuni grossi SUV presentano addirittura finiture da vettura di lusso ed elevate prestazioni. Diventati molto popolari dagli anni novanta, dapprima negli Stati Uniti e poi anche in Europa, per la legge americana i SUV non sono considerati automobili e quindi non sono soggetti a sovrattasse.

## Classificazione

### Mini-SUV

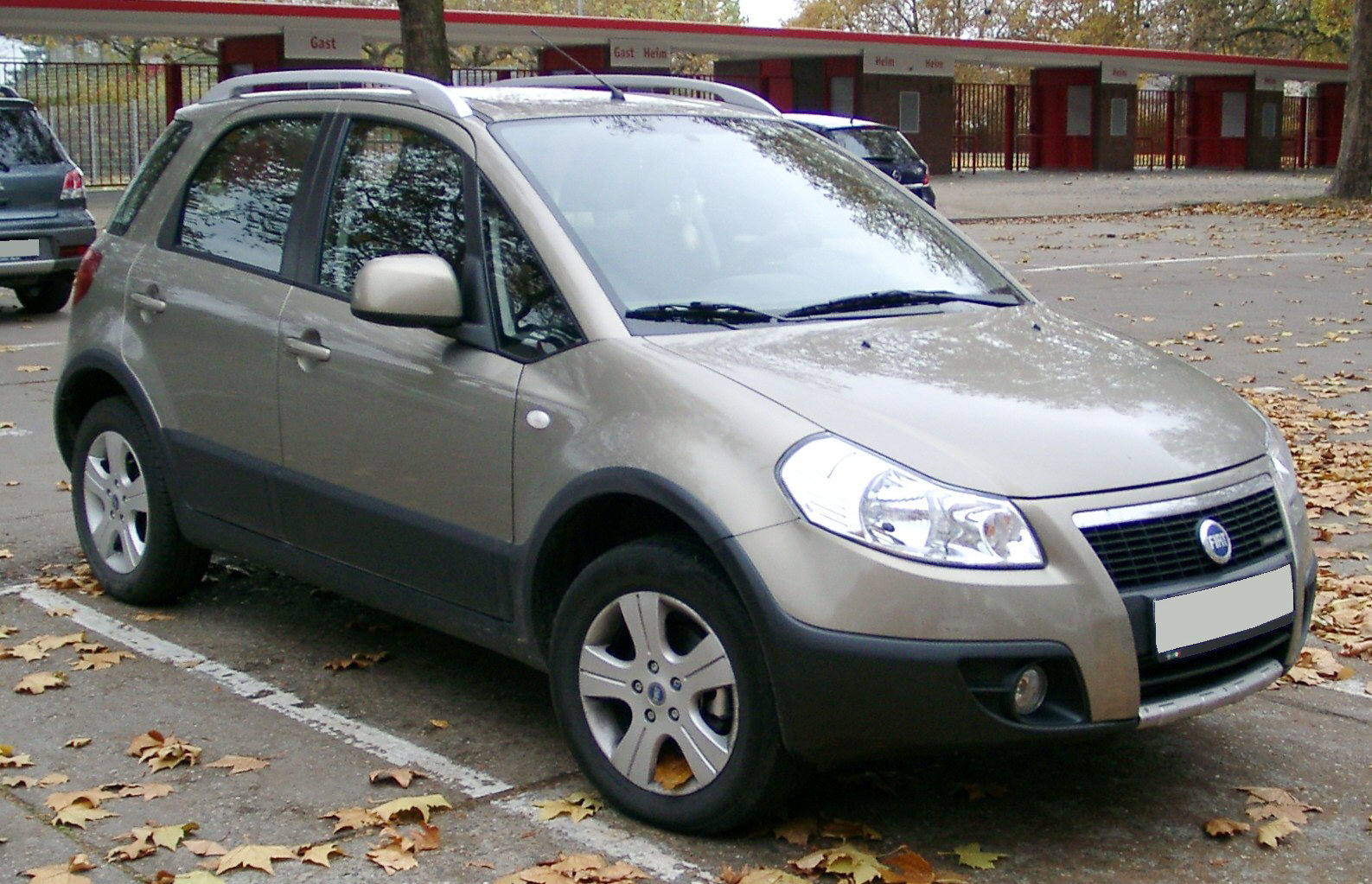
Una Fiat Sedici

I "mini-SUV" costituiscono la più piccola classe dei SUV, con una lunghezza inferiore ai 4,2 metri. Gli attuali modelli hanno, di solito, un telaio a scocca portante e poche capacità da fuoristrada, rientrando nella categoria dei crossover SUV. Sono interessati da caratteristiche decorative, come i grandi paraurti e l'assetto ribassato. Un vantaggio rispetto ai SUV più grandi è il minor consumo di benzina, che è molto simile a quello di una vettura "subcompact" (chiamate supermini in Europa). Esempi di mini-SUV di questo tipo sono dati dalla Fiat Sedici e dalla gemella Suzuki SX4, che spesso vengono anche classificate come SUV.

### Compact SUV (Segmento D)

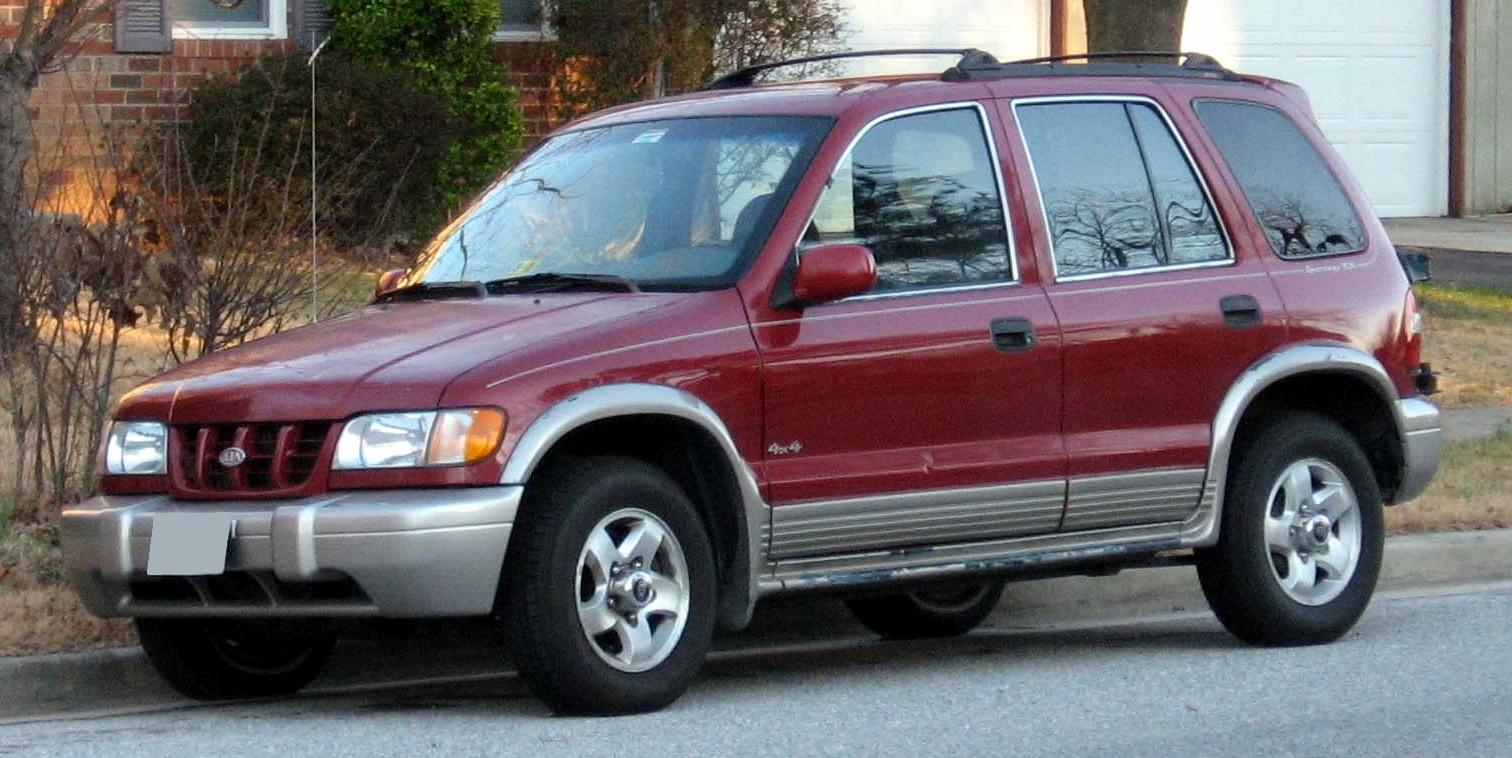
Una delle prime Kia Sportage

È una classe di SUV di medie dimensioni con una lunghezza compresa tra i 4,25 e 4,6 metri, alla quale appartengono moltissimi SUV; più o meno prestigiosi. La fanno da padrone i modelli giapponesi e coreani, tipo le già citate Toyota RAV4, Mitsubishi ASX e Kia Sportage. Alcuni dei modelli più prestigiosi di questa classe di vetture sono la Mercedes-Benz GLK (sostituita nel 2015 dalla GLC), la BMW X3, l'Audi Q5, l’Alfa Romeo Stelvio, la Jeep Cherokee e la Land Rover Freelander.

### Crossover-SUV

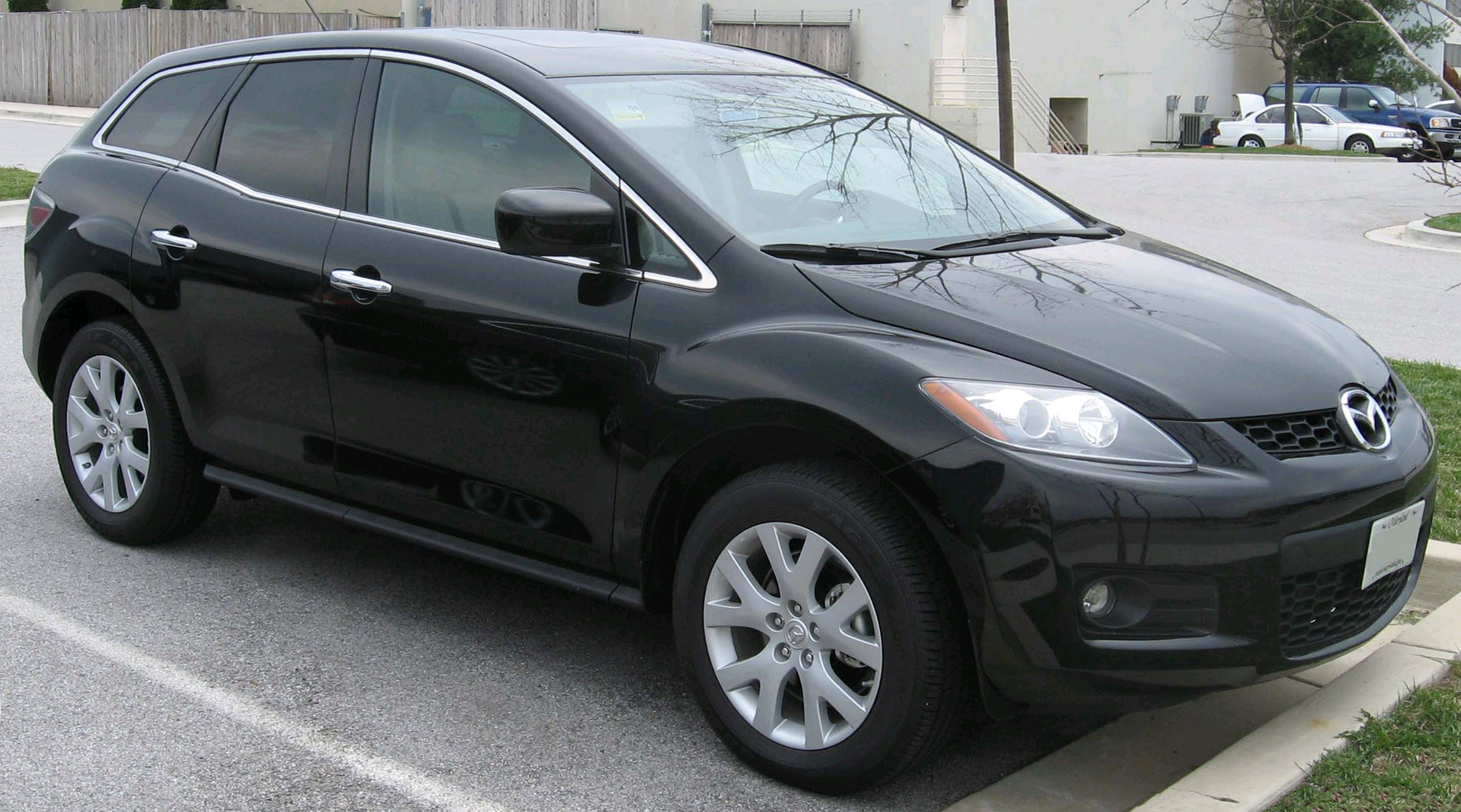
Una Mazda CX-7

Un "crossover-SUV" (anche chiamato "CUV", acronimo di "Crossover Utility Vehicle") è un'automobile dall'aspetto di un SUV, ma con caratteristiche che lo allontanano da quest'ultimo e lo avvicinano maggiormente a una normale station wagon, tuttavia con l'assetto maggiormente rialzato.
Molte delle attuali compact SUV appartengono proprio alla categoria dei crossover SUV, anch'esse costruite con una monoscocca e con poche capacità da fuoristrada. In questo caso, il telaio può derivare da un'auto compatta. Tra gli esempi di crossover-SUV vi sono la Nissan Qashqai, Mitsubishi ASX e la Mazda CX-7. Vi sono anche sottocategorie dalle carrozzerie ibride, riconducibili in parte alle crossover-SUV, ma non solo: esse infatti sono note per avere una carrozzeria che ricorda quella di una coupé a 4 porte (già di per sé un tipo di carrozzeria ibrida), ma con un'altezza da terra più consona a un SUV. Questa sottocategoria, definita "coupé-SUV", trova i suoi maggiori esponenti nella BMW X4, nella BMW X6 e nella assai meno blasonata, ma classificabile anch'essa come coupé-SUV, SsangYong Actyon.

### Mid-size SUV (Segmento E)
È una classe di SUV di grossa taglia, dal prezzo solitamente elevato e con una lunghezza compresa tra i 4,8 e i 5 metri. Buona parte dei SUV appartenenti a questa categoria sono i "fratelli maggiori" dei SUV di segmento D e tra questi vi sono: la Mercedes-Benz ML (dal 2015 ribattezzata GLE), la BMW X5, l'Audi Q7, la Jeep Grand Cherokee e la Land Rover Defender.
Nel segmento E si è inoltre sviluppato il concetto di SUV "sportivo", primo fra tutti la Porsche Cayenne, seguito da versioni più spinte delle già citate Mercedes-Benz ML (ML 63 AMG/AMG GLE 63), BMW X5 (X5M), Audi SQ7 (la cui S significa niente di meno che "Sport") e altre ancora.

### Full-size SUV (Segmento F)
I "full-size SUV" sono la classe più lussuosa e costosa, con una lunghezza compresa dai 4,8 metri fino agli oltre 5,3 metri, imponenti fuori e lussuosi dentro. Meglio conosciuti come "Luxury SUVs" (SUV di lusso), nascono dall'idea iniziale concretizzatasi con il lancio della Range Rover, da molti considerata un SUV, ma ancora assai affine al concetto di fuoristrada. Alcuni esempi di questa categoria di SUV sono: la Mercedes-Benz GL (che dal 2016 è stata ribattezzata GLS), la BMW X7, la Lincoln Navigator, la Chevrolet Tahoe, la Cadillac Escalade, la già citata Range Rover e la Jeep Wagoneer, quest'ultima considerata la prima, vera autovettura SUV di lusso.
Inoltre, in questa categoria, trova spazio una nicchia di autovetture riservata a una clientela estremamente facoltosa ed esigente, formata da pochissimi, grandissimi e lussuosissimi SUV come: la Mercedes-Maybach GLS o la Rolls-Royce Cullinan.

## Sicurezza

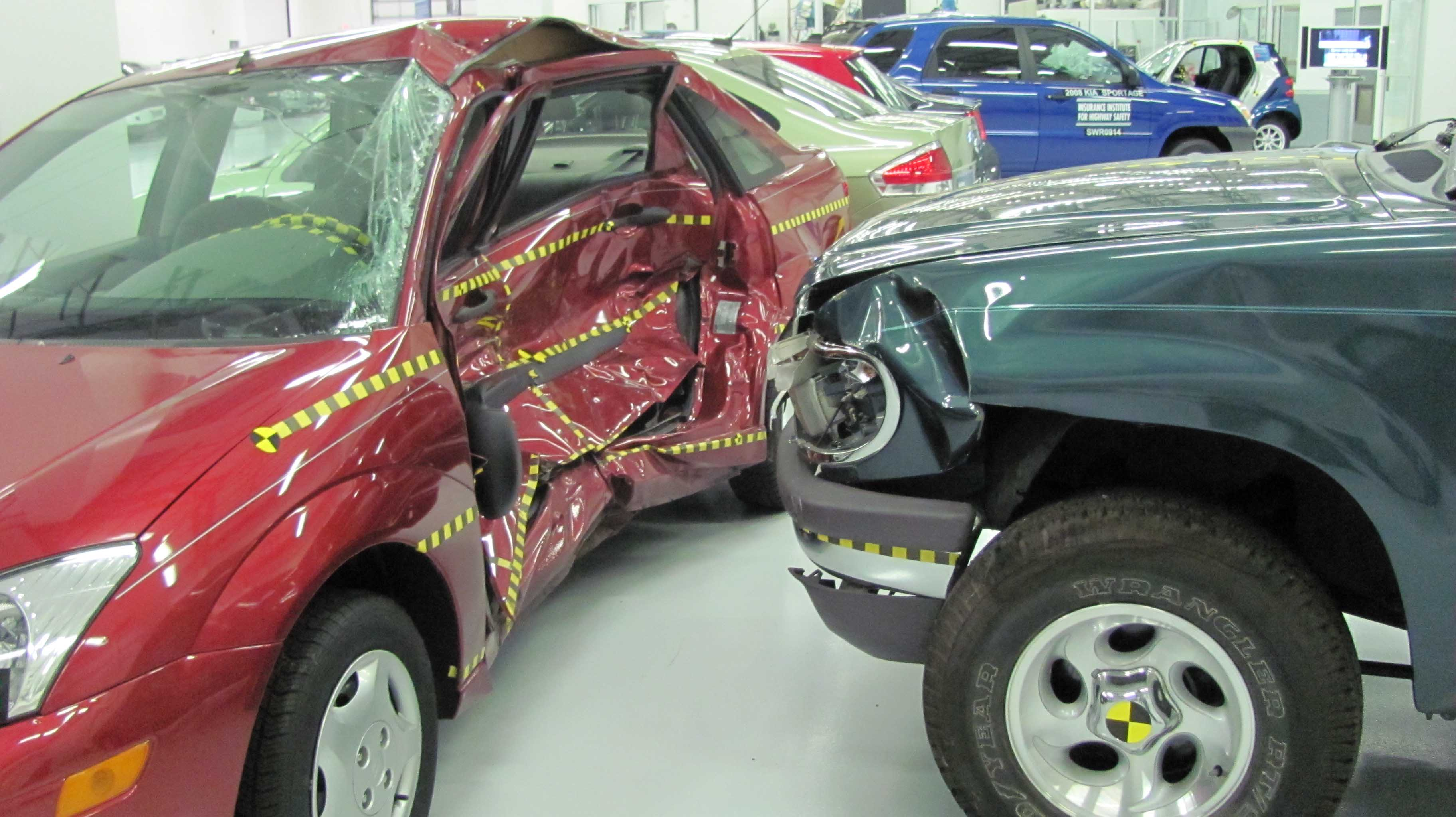
Test laterale fra un SUV e una tradizionale autovettura

A causa delle ampie dimensioni e della maggiore robustezza, molti percepiscono i SUV come autovetture più sicure della media; tuttavia questa impressione è sbagliata: la notevole massa del SUV in caso d'incidente porta a conseguenze negative per gli occupanti e anche per eventuali altri veicoli o pedoni o cose coinvolti nell'incidente. Solo recentemente, e non ancora ai livelli delle altre tipologie di auto, la categoria dei SUV ha incominciato a registrare risultati buoni nei crash test, ma rimangono ancora un veicolo più pericoloso delle tradizionali autovetture nei confronti di altri veicoli o persone o animali coinvolti nell'incidente, per via delle dimensioni maggiori e dell'altezza dal suolo.
Per alcuni modelli è stato verificato un forte rischio di ribaltamento, dato dalla combinazione di baricentro alto ed elevate potenze dei motori. In altri modelli il baricentro alto è invece compensato dalla buona larghezza. Alcuni SUV sono dotati di trazione integrale permanente o inseribile, altri invece dispongono di sistemi di controllo della trazione: questi dispositivi sono molto utili in caso di condizioni stradali poco favorevoli, tra cui asfalto bagnato o ghiacciato, e riducono il rischio di ribaltamento.
In caso di incidente (prescindendo da quale veicolo ne sia responsabile), i veicoli tradizionali, che hanno un profilo anteriore più basso, sono sfavoriti rispetto a SUV, furgoni, autocarri, ecc., perché la maggiore altezza dei punti d'impatto anteriori tende a provocare lo scivolamento del cofano del veicolo tradizionale sotto quello del veicolo più alto. Questo può impedire alla parte anteriore della carrozzeria del veicolo tradizionale di assorbire l'urto, e quindi peggiorare le conseguenze dell'incidente.
In caso d'incidenti in ambito urbano che coinvolgano pedoni o ciclisti, la vittima, invece di essere colpita all'altezza del ginocchio e rotolare sul cofano, viene colpita sulla coscia o sul bacino, e subisce danni maggiori. C'è da rilevare che nei test dell'EuroNCAP sulla sicurezza per i pedoni, poche automobili (non solo i SUV) hanno avuto un giudizio buono.

## Critiche
I SUV, soprattutto se utilizzati in ambito urbano, sono oggetto di critiche da parte di ambientalisti e altri, secondo i quali:
- la massa elevata e i motori ad alte prestazioni comportano un aumento dei consumi di carburante, e di conseguenza contribuiscono all’aumento dell'inquinamento, rispetto ad autovetture prodotte nello stesso periodo e soggette agli stessi parametri sulle emissioni inquinanti.
- molto spesso i SUV sono usati nel traffico urbano, dove si rivelano pericolosi per gli utenti deboli della strada (pedoni, ciclisti ecc.), e non di rado sono troppo ingombranti per le strade di centri urbani di impianto medioevale, soprattutto durante le soste.
- la massa imponente e la potenza maggiore incoraggiano la prepotenza nel traffico (eccesso di velocità, mancato rispetto delle precedenze, attraversamento e sosta in aree che dovrebbero essere precluse al traffico veicolare).

I sostenitori dei SUV, al pari di altri automobilisti, asseriscono d'altra parte che:
- il parco macchine italiano è composto anche di vetture vecchie (molte antecedenti alle omologazioni "Euro" o al massimo Euro 1), vetture di lusso particolarmente grandi e vetture sportive: queste possono avere consumi e soprattutto emissioni persino maggiori dei SUV. Inoltre la massa elevata e i motori ad alte prestazioni non sono caratteristiche di tutti i SUV.
- anche altre categorie di veicoli con ingombri simili ai SUV, come monovolume, station wagon, furgoni e autocarri, sono usati nel traffico urbano. Inoltre i SUV godono di un posto guida rialzato che favorisce la percezione di eventuali ostacoli.

Molti, non solo i proprietari dei SUV, sostengono la libertà di utilizzare ogni tipo di automobile, con un dibattito che include anche argomenti legati alla classe sociale dei possessori di autoveicoli: i detrattori dei SUV li considerano una inelegante esibizione di ricchezza e stato sociale, i sostenitori accusano i detrattori di invidia economica. In alcuni casi, i SUV sono oggetto di particolari misure fiscali e regolative: tassazioni maggiorate, interdizione dai centri storici.
Un luogo comune diffuso vuole che i SUV dispongano della stessa mobilità dei fuoristrada sui terreni sconnessi, irregolari o nei guadi. È da notare invece che la mobilità è spesso inferiore, anche di molto, a causa dell'assenza di un telaio vero e proprio e della minor aderenza data da pneumatici con caratteristiche solo stradali. Inoltre il costo mediamente elevato di questi mezzi rende difficile immaginare un loro uso su percorsi impervi dove il rischio di danni più o meno gravi è molto elevato. È comunque pur vero che i SUV più recenti fanno largo uso di telai monoscocca uniframe, come fecero decenni prima le Lada Niva, allo scopo di irrobustire il corpo vettura e la scocca stessa, in maniera tale da consentire un utilizzo leggermente più spinto nei fuoristrada.
Anche nell'impiego su terreni innevati, non si sono sempre riscontrati vantaggi rispetto ad altri veicoli a trazione integrale.